# Лоренс (округ Сент-Лоренс, Нью-Йорк)
Лоренс (англ. Lawrence) — місто (англ. town) в США, в окрузі Сент-Лоуренс штату Нью-Йорк. Населення — 1715 осіб (2020).

## Демографія
Згідно з переписом 2010 року, у місті мешкало 1826 осіб у 649 домогосподарствах у складі 456 родин. Було 737 помешкань
Расовий склад населення:
| - 98,1 % — білих - 0,4 % — корінних американців - 0,3 % — чорних або афроамериканців - 0,1 % — азіатів |

До двох чи більше рас належало 1,0 %. Частка іспаномовних становила 0,9 % від усіх жителів.
За віковим діапазоном населення розподілялося таким чином: 29,7 % — особи молодші 18 років, 57,6 % — особи у віці 18—64 років, 12,7 % — особи у віці 65 років та старші. Медіана віку мешканця становила 35,5 року. На 100 осіб жіночої статі у місті припадало 102,9 чоловіків;  на 100 жінок у віці від 18 років та старших — 100,9 чоловіків також старших 18 років.
Середній дохід на одне домашнє господарство  становив 55 963 долари США (медіана — 43 030), а середній дохід на одну сім'ю — 55 831 долар (медіана — 46 154). Медіана доходів становила 45 735 доларів для чоловіків та 36 250 доларів для жінок. За межею бідності перебувало 28,4 % осіб, у тому числі 47,3 % дітей у віці до 18 років та 9,2 % осіб у віці 65 років та старших.
Цивільне працевлаштоване населення становило 684 особи. Основні галузі зайнятості: освіта, охорона здоров'я та соціальна допомога — 25,7 %, мистецтво, розваги та відпочинок — 14,6 %, роздрібна торгівля — 14,3 %.